# Список серий мультсериала «Металлопокалипсис»
Ниже представлен список серий  мультсериала «Металлопокалипсис» канала Cartoon Network, входящих в набор развлекательных программ Adult Swim. Сериал был создан компанией Williams Street Studios, а нарисован — Titmouse, Inc.
Первый показ Металлопокалипсиса в рамках Adult Swim Video состоялся 4 августа 2006 года, а через два дня — и теледебют. Датой выхода первого сезона на DVD в США стало 2 октября 2007 года, то есть неделей позже после выхода The Dethalbum. Также DVD с первым сезоном было выпущено в 4-м DVD-регионе 5 декабря 2007 года. Второй сезон начался 23 сентября, за два дня до выхода The Dethalbum (делюкс-версия которого содержит первый эпизод второго сезона). 2 декабря 2008 года второй сезон был выпущен на DVD.
На данный момент всего было показано 62 серии «Металлопокалипсиса».

## Обзор серий
| Сезон      | Серии      | Серии      | Даты показа      | Даты показа     |
| Сезон      | Серии      | Серии      | Первая серия     | Последняя серия |
| ---------- | ---------- | ---------- | ---------------- | --------------- |
| 1          | 20         | 20         | 6 августа 2006   | 17 декабря 2006 |
| 2          | 19         | 19         | 23 сентября 2007 | 7 сентября 2008 |
| 3          | 10         | 10         | 8 ноября 2009    | 24 октября 2010 |
| 4          | 12         | 12         | 29 апреля 2012   | 15 июля 2012    |
| Спецвыпуск | Спецвыпуск | Спецвыпуск | 27 октября 2013  | 27 октября 2013 |

## Сезон 1 (2006)
| # | Название                                                                                  | Премьера   | Код серии |
| --- | ----------------------------------------------------------------------------------------- | ---------- | --------- |
| 1 | «Проклятие Дэтклок (The Curse of Dethklok)»                                               | 6.8.2006   | 101       |
| После того, как шеф-повар группы серьёзно пострадал в результате крушения вертолёта, группе приходится выяснять как готовить себе еду. В качестве решения данной проблемы они сшивают повара обратно, правда получается у них не очень (некоторые части оказались пришиты не там или не так как надо). Гостевые голоса: Джеймс Хэтфилд и Кирк Хэмметт из Metallica Исполненные песни: «Duncan Hills Coffee Jingle», «Sewn Back Together Wrong» и «Hatredy» |                                                                                           |            |           |
| 2 | «Дэтвода (Dethwater)»                                                                     | 13.8.2006  | 102       |
| Группа записывает альбом в Марианской впадине в ядерной подлодке. Трибунал принуждает продюсера, присланного лейблом, шпионить за участниками группы. Когда продюсер уплывает с подлодки, его атакует гигантский морской конёк, мутировавший из-за радиации от подлодки, заставляя его всплывать на поверхность без разгерметизации, в результате чего его глаза вылазят из орбит. Исполненные песни: «Thunderhorse», «Murmaider», «Better Metal Snake» и «Underwater Friends» |                                                                                           |            |           |
| 3 | «Деньрожденияфейс или С дэтднем (Birthdayface aka Happy Dethday)»                         | 20.8.2006  | 103       |
| По мере приближения дня рождения, Мердерфейс впадает в депрессию, а остальные участники группы не могут решить, что ему подарить. Поэтому они устраивают ему вечеринку. Первым делом они ему дарят мрачнейший, самый брутальный подарок из всех: ничего. После того, как он решает уйти из группы, группа дарит ему «усовершенствованный» автомобиль, в котором был убит Джон Кеннеди, а также предоставляет ему другие брутальные исторические раритетные машины, после чего Мердерфейс устраивает гонки «Дэтдерби» на уничтожение этих машин, чтобы он мог по праву считаться «уничтожителем истории.» Гостевые голоса: Джеймс Хэтфилд и Кирк Хэмметт из Metallica Исполненные песни: «Birthday Dethday» |                                                                                           |            |           |
| 4 | «Дэттролль (Dethtroll)»                                                                   | 27.8.2006  | 104       |
| В Финляндии группа совершенно случайно будит Мустакракиша — озерного тролля. Тролль приходит в ярость, убивает тысячи зрителей, уничтожает несколько городов и отключает всю электронику в Финляндии. Группа решает усыпить обратно тролля, чтобы они опять могли пользоваться электронной почтой и Дэтфонами (сотовые телефоны выполненные в стиле «метал»). Но лишенные электроники, они вынуждены использовать акустические инструменты. Они сталкиваются с троллем на озере и пытаются спеть ему колыбельную, подыгрывая себе на акустических инструментах. Это начинает срабатывать, но внезапно Дэтфон Мердерфейса начинает звонить, и тот отвечает на звонок. Тролль приходит в ярость и уничтожает инструменты. Мердерфейс теряет связь на своем Дэтфоне и бросает его троллю в глотку. Тролль убивает себя, пытаясь вытащить Дэтфон. Гостевые голоса: Джеймс Хэтфилд и Кирк Хэмметт из Metallica Исполненные песни: «Awaken» и «Deth Metal Lullaby» |                                                                                           |            |           |
| 5 | «Дэткомедия (Dethkomedy)»                                                                 | 3.9.2006   | 105       |
| «Дэтклок» экспериментирует с комическими импровизациями. Пиклза освистывают, отчего он на некоторое время получает психологический шок, а в это время остальные участники группы понимают, что комедия — это всё, что связано с ненавистью. В конце серии Пиклз осознает свою ненависть к публике и вновь пытается исполнить импровизацию. Он довольно успешно развлекает публику бросанием песка и поливанием кровью первых рядов, а также стрельбой во все стороны из ружья. Гостевые голоса: Джеймс Хэтфилд из Metallica Исполненные песни: «Hatredy» |                                                                                           |            |           |
| 6 | «Дэтродня (Dethfam)»                                                                      | 10.9.2006  | 106       |
| Журналист воссоединяет участников «Дэтклок» с членами их семей, чем сводит группу с ума, поскольку участникам приходится идти на сделку с собственной жадностью, неуживчивостью и агрессией. Группа пытается откупиться и отолгаться от членов своих семей. В конце серии родители и их чада решают сделать семейный альбом «Дэтклок», утверждая, что «нет ничего более жесткого и гротескного в этом мире чем выращивание детей.» Исполненные песни: «Bloodrocuted» (упоминается название), «Dethfam» |                                                                                           |            |           |
| 7 | «Концерт Клок (Performance Klok)»                                                         | 17.9.2006  | 107       |
| Группа находит себе доктора, который поможет им ужиться друг с другом. Доктор, ранее игравший в другой группе до момента, когда он убил остальных участников, помогает дэтклоковцам раскрыться, поощряя их блестящими банановыми наклейками. Когда он начинает считать себя частью «Дэтклок», те его увольняют, купив себе перед этим ящик таких банановых наклеек, со словами: «Мы выяснили, что психологическую уверенность можно купить». После чего доктор пытается убить их авторучкой, но поскользнувшись на банановой наклейке выпадает из окна в яму с волками. Гостевые голоса: Джефф Лумис из Nevermore Исполненные песни: «My Inner Child Tied and Beaten in My Trunk» |                                                                                           |            |           |
| 8 | «Snakes 'n' Barrels»                                                                      | 24.9.2006  | 108       |
| Пиклз воссоединяется и готовится к турне со своей прежней группой Snakes N’Barrels, в связи с чем Трибунал задумывает лишить разума и перепрограммировать Пиклза при помощи созданного ими нового наркотика «Тотально-классная сладкая жидкая змея Алабамы». Но из-за больших доз алкоголя и наркотиков, которые употреблял Пиклз в течение своей карьеры, у него выработался иммунитет. Snakes N' Barrels записывают «самый брутальный альбом», состоящий из получаса безумных криков галлюцинирующих участников группы. Гостевые голоса: Майкл Эмотт из Arch Enemy, Стив Смит и Уоррел Дейн из Nevermore Исполненные песни: «Water Horsey Blues» |                                                                                           |            |           |
| 9 | «Mordland»                                                                                | 1.10.2006  | 109       |
| Мордхаус открывается для ежегодного «Дня фанатов». Из-за особого повода «Дэтклок» играет «Песню для фанатов», которая выражает их ненависть к своим поклонникам. Группу шантажируют два брата, управляющие крупнейшим веб-сайтом поклонников «Дэтклока». Один из братьев погибает, второй оказывается в плену. Исполненные песни: «Fansong» |                                                                                           |            |           |
| 10 | «Толстяк в дэтгармонии или Жирклок (Fat Kid at the Detharmonic aka Fatklok)»              | 8.10.2006  | 110       |
| Группа активно занимается благотворительностью, дабы получить снижение налогов на деньги, заработанные в течение года. Для этой цели они даже усыновляют ребёнка. Родительская забота группы сводится к держанию его на цепи во дворе, кормлению исключительно гамбургерами, шоколадом и сахаром, причем вопросами его купания никто не заморачивался. В итоге, они его отпускают «обратно на свободу» на остров с дикими кошками. На фоне удаляющегося в закат Дэтвертолёта кошки набрасываются на толстяка. Исполненные песни: «Dethharmonic» |                                                                                           |            |           |
| 11 | «Сквизклок (Skwisklok)»                                                                   | 15.10.2006 | 111       |
| Сквизгар организует гитарные уроки «Продвинутый мастер-класс Сквизгаара Сквигельфа „Волшебно быстрые пальцы“» по принципу Плати-и-смотри, а остальные дэтклоковцы подписывают различные рекламные контракты. Во избежание повреждения рук до шоу, руки Сквизгаара помещают в защитный цельнокристаллический кислородный аквариум для рук. Пытаясь снять его, он намазывает руки соусом для барбекю, а затем облизывает их. После этого он внезапно понимает, что в соусе присутствует кинза, на который у него аллергия. Его руки и язык сразу распухают. Сквизгаар грязно матерится, но его пальцы становятся абсолютно неспособными к игре на гитаре. Однако, благодаря его чрезвычайной популярности, про его выступление впоследствии говорят, что он «заново изобрел инструмент», а фанаты начали копировать его движения распухших рук по гитаре. Гостевые голоса: King Diamond. Исполненные песни: «Crush My Battle Opponents' Balls» (соло на гитаре) |                                                                                           |            |           |
| 12 | «Убийство из коробки (Murdering Outside the Box)»                                         | 22.10.2006 | 112       |
| Накануне ежегодной дэтклоковской «Конференции по аттестации служащих и лотереи» становится известно, что кто-то из компании, ведущей дела группы, растрачивает их деньги. Генерал Кроцер также готовится к конференции и подсылает убийцу, который проникает и маскируется среди прислужников Дэтклока в масках. Во время лотереи убийца пытается пробиться на сцену к дэтклоковцам, но во время драки при попытке прицелиться и выстрелить в дэтклоковцев спотыкается и падает головой прямо на инкрустированный бриллиантами рог Мердерфейса. Растратчиком оказывается сама группа, но они решают все свалить на убийцу, которого погребают как викинга. Гостевые голоса: King Diamond Исполненные песни: «Briefcase Full of Guts» |                                                                                           |            |           |
| 13 | «Иди вперед и сдохни или Дэтшкола (Go Forth and Die aka Dethschool)»                      | 29.10.2006 | 113       |
| Нейтан пытается получить аттестат об общем образовании, а Мердерфейса приглашают выступить на орфоконкурсе для знаменитостей. Нейтан изучает математику, а также много читает, в то время как Мердерфейс пытается убедить остальных участников группы в том, что он очень грамотный, невзирая на своё полное невежество. Нейтан весьма нервничает перед своим тестированием, поэтому напивается. По итогам тестирования он набирает ровно 0 баллов, не ответив ни один из вопросов теста. Мердерфейс, как и ожидалось, не смог правильно сказать правописание даже первого слова. В конце серии он продолжает стоять на сцене и материться, пытаясь сказать как пишется слово «формальность». Гостевые голоса: Джордж «КорпсГрайндер» Фишер из Cannibal Corpse и King Diamond Исполненные песни: «Go Forth and Die» |                                                                                           |            |           |
| 14 | «БлюзКлок (Bluesklok)»                                                                    | 5.11.2006  | 114       |
| После того, как Дэтклок впадает в глубокую депрессию, их находит старый блюзмен (Пюре Джонсон), готовый поделиться с ними секретами блюза и развеять их тоску. Группа едет к Миссисипи дабы узнать побольше о блюзе. После рассказов об истории блюза Джонсон пытается посвятить музыкантов в технику исполнения блюза. В частности, он пытается научить Сквизгаара и Токи технике игры на блюз-гитаре, впрочем, безуспешно. Также Нэйтан осваивает технику игры на губной гармошке. Примечателен эпизод встречи музыкантов с дьяволом блюза на перекрестке, который взят из фильма «Перекресток» 1986 г. Они заключают сделку с дьяволом ради «блюзовой славы» (в дополнение к своей метал-популярности), при этом демонстрируя значительные навыки в чтении официальных контрактов музыкального шоу-бизнеса, в отличие от их общей неприспособленности. Они пробуют приобретенные навыки в блюзе на сборище хиппи. Песня вызывает торнадо, в результате чего многие зрители гибнут. Гостевые голоса: Джордж «КорпсГрайндер» Фишер из Cannibal Corpse и King Diamond Исполненные песни: «Murdertrain A Comin'»                                                                       |                                                                                           |            |           |
| 15 | «РелигияКлок (Religionklok)»                                                              | 19.11.2006 | 115       |
| Мердерфейс находится в религиозных исканиях после того, как чуть было не погиб. Он начинает экспериментировать с сидения со скрещенными ногами в окружении свечей, нараспев произнося «Религия…религия…» Тем временем, увлечение Дэтклок религией всерьез обеспокоило Трибунал из-за возможных катастрофических последствий. Генерал Кроцер рекомендует незамедлительно остановить Дэтклок, но его останавливает Мр. Селатча. После этого, Кроцер и кардинал Рэйвенвуд встречаются, чтобы обсудить Селатчу. Они создают тайный союз для грядущей «операции.» Мердерфейс пробует для себя несколько различных религий. Он посещает христианский рок-концерт. Дэтклоковцы посещают мессу в Церкви Атеистов, которую внезапно прерывают агностики-пикетчики. Мердерфейс также посещает сатанистскую мессу, на которой священник пытается вызвать четырёх демонов Апокалипсиса. Мердерфейс приходит к выводу, что "все религии — куча унылого мусора, " и вновь возвращается к жизни беспечного гедонизма. После ухода Дэтклок с сатанистской мессы руки демонов проламывают пол Церкви Сатаны, а кардинал Рейвенвуд отчаянно молится перед распятием.                                    |                                                                                           |            |           |
| 16 | «Дэтмалыши (Dethkids)»                                                                    | 12.11.2006 | 116       |
| Токи пытается компенсировать свою милую очаровательность, став чрезвычайно брутальным. Маленькая умирающая девочка выигрывает возможность встретиться с ним в качестве своего последнего желания, но он отказывается от встречи с ней. Юрист группы чтобы подбодрить его, дает ему диск с записью песни, которую поет девочка, пожелавшая встречи с Токи. В итоге, он решается встретиться с ней, но когда он к ней приезжает она уже оказывается мертвой. Когда Токи кричит в ужасе начинаются титры. Гостевые голоса: Джордж «КорпсГрайндер» Фишер Исполненные песни: «Happy Metal World Rainbow» |                                                                                           |            |           |
| 17 | «Дэтклоун (Dethclown)»                                                                    | 26.11.2006 | 117       |
| Токи знакомится с Др. Роксо, рок’н’рольным клоуном (он сидит на кокаине), что вызывает большое неудовольствие у остальных участников группы. После очередной гулянки клоуна бьют. Роксо решает отомстить и соглашается сотрудничать с Трибуналом. Его посылают шпионить за Дэтклок. При попытке украсть важный документы юриста группы клоуна застают врасплох. Вместо того, чтобы преследовать убегающего клоуна, Офденсен приказывает проследить за ним. Роксо приносит добытую информацию генералу Кроцеру и кардиналу Рэйвенвуду. Исполненные песни: «I’m Just a Rock n' Roll Clown» |                                                                                           |            |           |
| 18 | «ПодружкаКлок (Girlfriendklok)»                                                           | 3.12.2006  | 118       |
| Дэтклок приглашают на церемонию вручения порнонаград США, но новая девушка Нейтана запрещает ему туда ехать, из-за чего туда не могут поехать и остальные участники группы. Группа оглушает, связывает и пытает Нейтана, пытаясь убедить его бросить свою подружку. Он соглашается, но при попытке объясниться с ней, подружка падает через несколько лестничных пролетов и впадает в кому. У уже лежащей в коме девушки Нейтан спрашивает: «Подай мне какой-нибудь знак, если ты не хочешь, чтобы я ехал на вручение порнонаград». Девушка, естественно, никаких знаков не подает, и Дэтклок в полном составе туда едет. Исполненные песни: «Castratikron» |                                                                                           |            |           |
| 19 | «Дэтзвезды (Dethstars)»                                                                   | 10.12.2006 | 119       |
| Дэтклок пробует себя в кинобизнесе, сыграв в фильме о метале «Кровавый океан.» К сожалению, группа не смогла нормально в нём сыграть и фильм получился никчемным. После ухода с собственной премьеры фильма Дэтклок начинает уговаривать продюсера не выпускать фильм. Он отвечает, что он хочет вернуть свои вложенные деньги, так как это «сендвич из говна стоимостью 500 миллионов долларов, и каждый из вас его попробует.» Когда Дэтклок улетает на своем вертолёте, они случайно повреждают нефтеплатформу, на которой проходила премьера фильма. Начинается пожар, в котором гибнет вся публика, продюсер, а также все копии фильма. Поскольку продюсер ранее написал все отзывы на фильм, причем даже до его завершения, то на первой полосе еженедельника бизнес-новостей «Business News Weekly» мы видим заголовок «Величайший фильм в мире уничтожен!» Гостевые голоса: Энди Рихтер Исполненные песни: «Blood Ocean» |                                                                                           |            |           |
| 20 | «Металлопокалипсис наступает или Началось (The Metalocalypse Has Begun aka It has Begun)» | 17.12.2006 | 120       |
| В то время как Дэтклок готовится впервые сыграть на концерте свой новый альбом «Dethwater», генерал Кроцер и кардинал Рейвенвуд втайне от остальных участников Трибунала готовят собственные планы в отношении группы. Они нанимают убийцу, брат которого был убит Дэтклок в серии «Убийство из коробки» («Murdering Outside the Box»). Убийца сбивает, а затем настигает Токи и Сквисгаара, но тут вмешивается Офденсен со словами «Это мой хлеб с маслом, говнюк ты этакий.» В итоге битву выигрывает Офденсен, ударом ноги сбрасывая убийцу в море, но не добивая его. Генерал Кроцер и кардинал ловят остальных участников группы, и после кровавой битвы с клокатирами готовятся их убить. Внезапно появляется Мр. Селатча и при помощи магии уничтожает солдат заговорщиков, затем вырывает глаза кардинала и выдавливает его кишки через рот. Затем поворачивается к Кроцеру и со словами «Ты нужен мне живым» заставляет его уснуть. Собравшиеся и очнувшиеся участники группы застают лишь умирающего кардинала, который произносит свои последние слова: «Металлопокалипсис наступил…» Гостевые голоса: Джордж «КорпсГрайндер» Фишер Исполненные песни: «Go Into the Water» |                                                                                           |            |           |

## Сезон 2 (2007—2008)
| # | Название                                                                     | Премьера   | Код серии                    |
| --- | ---------------------------------------------------------------------------- | ---------- | ---------------------------- |
| 21 | «Дэтказнь (Dethecution)»                                                     | 23.9.2007  | 201                          |
| Генерал Кроцер ничего не помнит о последней попытке покушения на Дэтклок. После покушения на их жизни в конце первого сезона, участники группы скрываются от посторонних глаз. Менеджер группы уговаривает их начать запись нового материала или дать концерт, обещая им возможность устроить массовую казнь на концерте и самостоятельно выбрать вид казни для заключенных, приговоренных к высшей мере наказания. Дэтклок дает концерт в тюрьме на борту гигантского четырёхногого механоида. Заключенные привязаны к ракетам, которые лазером взрываются в воздухе, тем самым являясь частью шоу. Во время концерта Сквизгаар случайно брызгает слезоточивым газом в глаза одному из водителей механоида, в результате чего тот врезается в расположенную поблизости тюрьму, выпуская на волю сотни заключенных, среди которых находится и известный каннибал-детоубийца Альфред Белмер. Пиклз говорит про этот инцидент «прикольно получилось.» Посреди титров показывают, как Белмер готовится съесть младенца, лежащего на тарелке перед ним. Серия кончается как раз когда он замахивается, чтобы воткнуть свой столовый нож в ребёнка. Гостевые голоса: Силенос из Dimmu Borgir, Джеймс Хэтфилд из Metallica, а также Майк Кинилли Исполненные песни: «Laser Cannon Deth Sentence» |                                                                              |            |                              |
| 22 | «Дэтуроки (Dethlessons)»                                                     | 30.9.2007  | 202                          |
| Во время очередного концерта Токи пытается исполнять соло-партии Сквизгаара, который, не выдержав «лажовой» игры Токи, выдергивает кабель его гитары из усилителя. Происходит словесная перебранка двух гитаристов со скандалом. Примечательно, что эпизод с отключением гитары относит зрителя к аналогичному эпизоду в фильме «Рок-звезда», когда перепалка музыкантов на сцене из-за неправильно сыгранного соло закончилась дракой. Токи надоедает быть в тени Сквизгаара, поэтому он берёт уроки игры на гитаре у старого опустившегося мастера гитары. Тем временем Нейтан и Пиклз учатся у Мердерфейса как надо «стебаться». Сквизгаар находит Токи и его учителя и объявляет о том, что он выгоняет Токи из группы. Токи организовывает сольный концерт, на котором пытается продемонстрировать своё гитарное мастерство: он начинает с перечисления названий струн, но не справляется даже с этим. Там же, на концерте, учитель признается Токи, что умирает, Сквизгаар просит Токи остаться, остальные участники группы просят прощения за «стёб». Затем учитель умирает. После титров показывают могилу учителя с надгробием в виде перевернутой гитары. Исполненные песни: «I Tamper With the Evidence at the Murder Site of Odin» |                                                                              |            |                              |
| 23 | «Дэтместь (Dethvengeance)»                                                   | 7.10.2007  | 203                          |
| Убийца из серии «Металлопокалипсис наступает» («The Metalocalypse Has Begun») пытает клокатира, заставляя того рассказать как пробраться в Мордхаус. Клокатир глотает таблетку цианида, прекращая тем самым допрос. Затем нам рассказывают о том, что резолюция ООН наделили Дэтклок возможностями полиции. В результате, клокатиры похищают и пытают людей, нелегально скачивавших песни Дэтклок из Интернета. В это же время Дэтклок начинает эксперименты с записью на воде — чистейшем из аналоговых форматов, поскольку по мнению участников группы, предыдущий вариант звучал как «микросхема с ноликами и единичками», то есть слишком «электронно».. Каждая такая «запись» представляет собой сосуд с водой, требуя при этом значительного количества энергии, что в свою очередь приводит к ещё большему загрязнению природы. Один из фанатов, похищенный и пытаемый в Мордхаусе слугами Дэтклок за пиратское скачивание песен группы, встречает Эдгара Джомфру из серии «Мордленд» («Mordland»). Эдгар дает фанату маску, сделанную из остатков лица брата и показывает ему выход. Вдвоем они сбегают и их находит убийца, после чего относит их в своё логово. А участники Дэтклок на радостях выпивают и выливают все записанные треки. Гостевые голоса: Джордж «КорпсГрайндер» Фишер из Cannibal Corpse, Малкольм Макдауэлл и Майк Кинилли. Исполненные песни: «Burn the Earth» и «I’m Downloading Your Soul» |                                                                              |            |                              |
| 24 | «Дэтдвойники (Dethdoubles)»                                                  | 4.11.2007  | 204                          |
| После очередной бессмысленной бойни, менеджер группы нанимает двойников участников группы для появлений на публике. Однако, группа весьма сближается со своими двойниками, не зная, что на самом деле это шпионы Трибунала. Группа дает концерт на вершине спящего вулкана, в жерле которого варят самую большую в мире чашку кофе, и случайно «будит» вулкан. Двойники группы, использующие концерт как возможность украсть секреты варки кофе, попадают под волну извергающейся лавы, в результате чего обожжены до неузнаваемости. Дэтклок приглашает двойников на прощальный ужин, где Мердерфейс застреливает из ружья. Гостевые голоса: ICS Vortex из Dimmu Borgir, Arcturus и Code Исполненные песни: «Volcano» |                                                                              |            |                              |
| 25 | «Дэтмода (Dethfashion)»                                                      | 11.11.2007 | 205                          |
| Дэтклок начинает разрабатывать одежду с помощью известного дизайнера, который ранее был осужден за морение голодом моделей, что привело к гибели 57 девушек. Участники группы подтрунивают над Мердерфейсом на тему гомосексуализма. Когда выясняется, что образцы одежды для участников группы слишком малы, потому что дэтклоковцы наврали по поводу своих размеров, то модельер заставлет их сесть на диету, чтобы одежда зря не пропадала. Модельер начал применять «особую кожу», которая, как впоследствии выяснили Дэтклок, на самом деле является кожей замучанных и убитых моделей. Когда это выясняется Дэтклок увольняют модельера. Гостевые голоса: Самот, Исан и Трюм Торсон из Emperor. Исполненные песни: «Symmetry» |                                                                              |            |                              |
| 26 | «Cleanzo»                                                                    | 18.11.2007 | 206                          |
| Рассказывается история Леонарда Рокстина, более известного как Др. Роксо. Мердерфейс объявляет себя как автора всех текстов для Дэтклок, что вызывает недовольство остальных участников группы, поскольку Мердерфейс не только не написал ни одной песни, но и басовые партии для него придумывает Сквизгаард, а потом просто показывает их Мердерфейсу. После очередной перебранки Мердерфейс пытается написать песню для своего проекта. Др. Роксо звонит Токи и просит Токи помочь ему избавиться от наркозависимости. Токи и Пиклз обнаруживают клоуна в плачевном состоянии и привозяет его к себе. Там его обнаруживают и остальные участники группы. Безрукий психолог из серии «Концерт Клок» («Performance Klok») помогает участникам Дэтклок поладить с клоуном. Под воздействием дэтклоковцев Роксо избавляется от кокаиновой зависимости и сдается полиции. На конференции у него отваливается нос. Гостевые голоса: Девин Таунсенд. Исполненные песни: «I’m Just a Rock n' Roll Clown» |                                                                              |            |                              |
| 27 | «Дэтсвадьба (Dethwedding)»                                                   | 1.4.2008   | 208                          |
| Мстители в Австралии объявляют обществу о своем существовании. Злобный брат Пиклза Сет приглашает Пиклза на свою свадьбу. Дэтклок принимают приглашение и дают согласие на проведение концерта на свадьбе, при этом забавляясь над тем, как Пиклз страдает от выходок своего брата. После большой совместной пьянки на торжественном ужине Сет объявляет о совместном бизнесе с Дэтклок. После концерта Дэтклок Сет открывает подарок от них и обнаруживает миксер. Сет приходит в ярость и обвиняет их в том, что они разрушили его брак. После драки с братом Пиклз ощущает вину. Одфенсен устраивает Сета главой Дэтклок Австралия. (Примечание: Данный эпизод изначально был показан как часть первоапрельской программы 2008 от Adult Swim ещё до запланированной очереди показа) Гостевые голоса: Девин Таунсенд, ICS Vortex (Dimmu Borgir, Arcturus, Borknagar, Code) и Силенос (Dimmu Borgir). Исполненные песни: «Dethwedding» |                                                                              |            |                              |
| 28 | «P.R. Klok" aka "P.R. Pickles»                                               | 25.5.2008  | 207                          |
| Пиклз нанимает Лиз Бейн (возглавляющую «Пиар-фирму Исход») в качестве пиар-агента. Остальные участники Дэтклок завидуют Пиклзу и требуют и себе пиар-леди. В то время как Пиклз пиарится на телевидении, остальные участники пирарят группу где только можно: под водой, на крайнем Севере, в космосе и т. д., но неудачно. Попутно выясняется, что пиар-менеджер использует славу Пиклза для прикрытия, чтобы завербовать новых жертв для своего культа, а впоследствии ограбить, а затем ослепить и убить. Бейн планирует во время концерта Дэтклок отравить служителей своего культа виноградным соком, а участники группы должны будут погибнуть от падения Нильской кометы. Но один из рекламных щитов Дэтклок изменяет траекторию полета кометы, в результате чего её обломки убивают саму Бейн, уничтожают остальные рекламные щиты Дэтклок, а также ещё несколько мест, включая местную телекомпанию. Гостевые голоса: Девин Таунсенд. Исполненные песни: «Comet Song» |                                                                              |            |                              |
| 29 | «Дэткаральдо (Dethcarraldo)»                                                 | 1.6.2008   | 209                          |
| Участники Дэтклок смотрят документальный фильм об амазонском племени, использующим галлюциноген Йопо. Нейтан рассказывает о том, что он на четверть индеец. Дэтклоковцы заинтересовываются, ищут побольше информации о племени и едут в джунгли Амазонки. Тем временем Трибунал отправляет генерала Кроцера следить за Дэтклок. Самолёт генерала Кроцера обнаруживают и сбивают. Сам генерал успевает выпрыгнуть с парашютом. После крушения лодки Дэтклок попадает к тому самому амазонскому племени, который пичкают их галлюциногеном. Под воздействие галлюциногена попадает также и генерал Кроцер, который начинает видеть страшные кошмары. Индейцы убивают и съедают солдат Кроцера. Данная серия содержит отсылку к фильму Вернера Херцога Фицкаральдо, больше всего запоминающемуся благодаря сцене движения большой лодки через речные пороги. Гостевые голоса: ICS Vortex из Arcturus, Borknagar, Code и Силенос из Dimmu Borgir. Исполненные песни: «Bloodlines» и «Duncan Hills Coffee Jingle» |                                                                              |            |                              |
| 30 | «Dethgov»                                                                    | 8.6.2008   | 210                          |
| Губернатор Флориды обещает ветировать любые попытки сделать государственный праздник в честь Нейтана Экспложена. Разъяренные фанаты жестоко убивают губернатора, освобождая тем самым должность губернатора Флориды. На внеочередных выборах побеждает Нейтан, после чего назначает остальных на выбранные ими должности. В результате их правления экономика штата развалилась, преступность резко выросла, в результате чего наступает анархия. На штат надвигается ураган, уничтожающий все на своем пути. Нейтан добровольно уходит с поста губернатора, заявляя, что он оставляет Флориду в лучшем виде, чем в котором её получил. Гостевые голоса: Ричард Крайсти Исполненные песни: «Impeach God» |                                                                              |            |                              |
| 31 | «Дэтгонки (Dethrace)»                                                        | 15.6.2008  | 211                          |
| Мердерфейс играет национальный гимн на Nascar своим пенисом на басу. Пьяные Сквизгаар и Токи устраивают гонки по шоссе со стрельбой, но полиция их ловит, установив баррикаду на дороге, в которую они и врезаются. Токи и Сквизгаара арестовывают, но судья заявляется, что они не будут признаны виновными, если они запишутся в автошколу и получат водительские права, а также отработают общественные работы. Вариант гимна Мердерфейса не принимают, что его весьма расстраивает. Офденсен предлагает Мердерфейсу устроить благотворительный вечер вместо Токи и Сквизгаара, а те в это время будут брать уроки вождения. Мердерфейс задумывает создать «Наскароподобное смешанное театрализованное представление», несмотря на то, что он толком и не представляет, что это будет такое. Сквизгаар и Токи смотрят фильм об ужасах автомобильных аварий. Мердерфейс должен выступить на пресс-конференции по поводу его шоу, но он сильно нервничает и Пиклз дает ему «специальную таблетку», которая «успокоит его сердцебиение», но она содержит «спиды», «Ангельская пыль», порция кокаина, порция «кислоты», и все это смешано с депрессантами. У Мердерфейса происходит ненормальная реакция на эту таблетку, поскольку у него нет иммунитета к наркотикам как у Пиклза. В результате на пресс-конференции он стоит и несязно что-то бормочет. Тем временем, Сквизгаар и Токи проваливают свои экзамены, поскольку Токи боялся выехать на трассу, а Сквизгаар и вовсе испугался садиться за руль. На «наскароподбном» мероприятии Мердерфейс, находящийся все ещё под влиянием наркотиков, ползает по трассе, что приводит к аварии. Мероприятие завершается как обычно кровавой бойней и пожаром во весь стадион. Гостевые голоса: Марти Фридман Исполненные песни: «Dethrace» |                                                                              |            |                              |
| 32 | «Мстители или БолезньКлок (The Revengencers aka Sicklok)»                    | 22.6.2008  | 212                          |
| Эпизод начинается с фанатов в кофе-баре «Duncan Hills», рассказывающих друг другу различные истории о жестокости и насилии. Безымянный фанат из эпизода «Дэтместь» («Dethvengeance») подкладывает бомбу в баре, убегает, а бар взрывается. Трибунал обсуждает этот инцидент, рассказывая при этом, что подобные случи происходят по всей стране. Организаторами этих терактов, как выясняется, являются Мстители: Убийца в металлической маске, Эдгар Джомфру и безымянный подросток. Дэтклок с неохотой соглашается на благотворительный концерт для фанатов, пострадавших от терактов, даже несмотря на то, что все члены группы страдают от простуды. Перед тем как дать концерт дэтклоковцы посещают доктора по поводу своей простуды. Доктор рекомендует им попариться в сауне. Там они экспериментируют с народными рецептами, навроде прикладывания пиявок и кровопускание, что их чуть не убивает. На благотворительном концерте Эдгар пытается застрелить дэтклоковцев из ружья, но изувеченные фанаты Дэтклок набрасываются на него. В возникшей суматохе Убийца в металлической маске оглушает Офденсена, переодевшись клокатиром. Убийца выкидывает Офденсена из окна с третьего этажа больницы, но тот благополучно приземляется без травм. Убийца спасает Эдгара и Подростка от пуль клокатиров и сбегает. Гостевые голоса: Джордж «КорпсГрайндер» Фишер из Cannibal Corpse Исполненные песни: «Dethsupport» и «Duncan Hills Coffee Jingle» |                                                                              |            |                              |
| 33 | «Klokblocked»                                                                | 29.6.2008  | 213                          |
| Нейтан бросает Ребекку Найтрод, все ещё находящуюся в коме после неудачного падения, после того, как её замечают в обществе миллиардера Уолта Перкинса. Нейтан вновь начинает ходить на свидания, но остальные участники группы мешают ему различными способами, например, мешая ему уединиться с его подругами или приглашая в это время его предыдущих избранниц. Тем временем, группа женщин под названием «Суккубосо Экспложен», возглавляемая Лавоной Суккубосо, планирует захват Нейтана для осеменения девушек из группы. На концерте Дэтклок они пытаются использовать «Экстрактор» на Нейтане, но Мердерфейс замечает летящее устройство и загораживает собой Нейтана. Экстрактор попадает в бас-гитару Мердерфейса, происходит короткое замыкание, что отбрасывает Лавону прочь. Гостевые голоса: Ангела Госсов из Arch Enemy Исполненные песни: «Klokblocked» |                                                                              |            |                              |
| 34 | «Дэтисточники (Dethsources)»                                                 | 6.7.2008   | 214                          |
| Дэтклоковцы требуют у Офденсена денег, тот им не дает, обвиняя их в транжирстве. Тогда дэтклоковцы решают сами взяться за ведение своего бизнеса, поскольку считают, что Офденсен все от них скрывает. Дэтклок нанимает второго менеджера. Новый менеджер потворствует порокам участников группы, и предлагает дэклоковцам уволить Офденсена. Дэтклоковцы с этим соглашаются. После разговора Мелморт вызывает Офденсена на дуэль. После напряженной биитвы Офденсен сбрасывает Мелморта с крыши Мордхауса на железную дорогу, где его переезжает поезд. Гостевые голоса: Брайан Посен и Джин Хоглан Исполненные песни: «The Gears» |                                                                              |            |                              |
| 35 | «Дэтпапа (Dethdad)»                                                          | 13.7.2008  | 215                          |
| Токи узнает, что его болеющий раком отец умирает, из-за чего он едет в свой родной дом в Норвегии. Остальные участники группы также решают поехать, говоря, что им необходимо набраться вдохновения для записи нового альбома. Токи долго не решается войти в дом своего отца. Когда он наконец к отцу приходит, тот просит Токи отнести его в дом, где он (отец) родился. При попытке исполнить последнее желание отца Токи случайно его роняет в реку и бессильно наблюдает, как он тонет. Остальные дэтклоковцы петардой разрушают дом, где родился отец Токи. Гостевые голоса: Силенос и ICS Vortex из Dimmu Borgir Исполненные песни: «Everything’s Hards for Toki» |                                                                              |            |                              |
| 36, 37 | «Snakes 'n' Barrels II»                                                      | 24.8.2008  | 216 (часть 1), 217 (часть 2) |
| При просмотре очередного выпуска «Где они сейчас?» Пиклз внезапно выясняет, что его прежняя группа Snakes 'n Barrels вновь собралась, у них теперь новый вокалист Рикки Киккс, и они готовятся к выступлению на сборном концерте SOBERTOWN USA No Drugs Allowed Sober Rock and Roll Show, посвященному трезвому образу жизни. Киккс владеет собственным реабилитационным центром для знаменитостей, где в том числе лечился и Леонард Рокстейн (Др. Роксо), который ныне ведет это шоу. Мердерфейс хочет зарегистрировать название своей группы как «Планета Ссак» («Planet Piss»), поэтому он не в таком тупике как Пиклз. Трибунал выясняет, что присоединение Киккса к Snakes 'n' Barrels есть результат нейропсихологического перепрограммирования участников группы благодаря воздействию наркотика «Тотально-классная сладкая жидкая змея Алабамы». У наркотика также обнаружился побочный эффект: наркотик долгое время остается в организме и при ярком свете, громком звуке и пиротехнике из всех отверстий на теле жертвы начинают вылетать голубые фосфорифицирующие змеи, сводя человека с ума и вызывая у него ярость. Токи регистрирует все вариации домена для «Планеты Ссак» на себя втайне от Мердерфейса. Далее выясняется, что Рикки Киккс не по своей воле остается трезвенником, его проверяет полиция, и он исповедует всеобщую трезвость только чтобы остальные разделили с ним его мучения. Он рассказывает об этом своему прислужнику, а затем убивает его. Дэтклок едет в Лос-Анджелес, чтобы попасть на концерт, дабы дать возможность Пиклзу пообщаться со своей прошлой группой. На концерте Токи прикидывается фанатом Snakes 'n' Barrels и проникает за кулисы, где его обнаруживает Рикки Киккс и выкидывает, тем самым не дав возможности Пиклзу переубедить своих бывших одногруппников. Мердерфейс обнаруживает, что Токи захватил все доменные имена для «Планеты Ссак». Роксо вновь одержим своим внутренним клоуном. Когда на концерте из группы начинают вылетать светящиеся змеи, Токи начинает драку с надоевшим ему фанатом, а Роксо находит наркотики и срывается. Пиклз затевает драку с Рикки Кикксом. Мердерфейс с криками ищет Токи, но увидев его в ярости и всего в крови не решается связываться с ним. Увидев светящихся змей и прочих чудищ, публика начинает безумно пить алкоголь, вопреки идее концерта. (Примечание: Это первый получасовой эпизод в сериале.) Гостевые голоса: Майк Паттон, Уоррел Дейн, Майкл Эмотт, Стив Смит Исполненные песни: «Water Horsey Blues» |                                                                              |            |                              |
| 38 | «Дэтзапись»                                                                  | 31.8.2008  | 218                          |
| Мир находится в социальном и экономическом хаосе, ожидая новый альбом Дэтклок. Группа террористов похищает 10-мегатонную ядерную бомбу и угрожает взорвать её, если новый альбом вскоре не выйдет. Дэтклок, находясь под большим давлением, пытается закончить альбом. Они сталкиваются с некоторыми сложностями, как например, жужжание, когда стоя на земле Сквизгаар прикасается к своей гитаре. Согласно идее Дика Набблера, Сквизгаард записывает свои партии во время свободного падения с вертолёта до того как парашют раскроется. Токи, по некоторым причинам изучающий основы звукозаписи, случайно удаляет записи Сквизгаара, вынуждая его начинать все сначала. Нейтан пытается улучшить «металличность» своего вокала путём ношения средневековые доспехи. Токи и Мердерфейс записывают песню «Takin' it easy» и пытаются всучить её группе. К сожалению, она к металу никакого отношения не имеет, да и звучит не очень. Группа продолжает работать над альбомом, дабы спасти мир от грядущей катастрофы. Об окончании записи альбома миру будет объявлено при помощи смены света дыма, струящегося из трубы Мордхауса, с чёрного на белый, что намекает на процесс выбора папы римского. Исполненные песни: «Takin' it Easy» |                                                                              |            |                              |
| 39, 40 | «Чёрное пламя перед нами или Дэтвыпуск (Black Fire Upon Us aka Dethrelease)» | 7.9.2008   | 219 (часть 1), 220 (часть 2) |
| Переключая каналы на ТВ, члены Дэтклок неожиданно натыкаются на видео, на котором мужчина сосет свой пенис. Во время обсуждения они приходят к выводу о том, что все что они делают — это на самом деле попытка заставить кого-либо ещё сделать то же самое для них, и если бы они могли это делать сами, то они бы бросили заниматься музыкой. Мердерфейс прерывает дискуссию сообщением о пожарной тревоге, поскольку недавно он сам себя избрал начальником пожарной безопасности группы. Затем Мр. Селатча и Ватер Орлааг обсуждают недавнее избрание генерала Кроцера главой всех военных операций США. Орлааг обращается к Селатче как к «мастеру», спрашивая его что им делать с Кроцером, на что Селатча отвечает: «Я поговорю с ним.» На встрече мировых лидеров обсуждается тема Дэтклок. Дэтклок стали 7-й крупнейшей экономикой в мире и развитые страны теперь зависят от выпуска группой нового альбома, который вновь простимулирует экономику этих наций. Этому могут помешать террористы, именумые Мстители, которых генерал Кроцер обещает остановить. Пока клокатиры готовятся к выпуску нового альбома, члены Дэтклок пытаются пососать свои члены, но потом договариваются больше так не делать и никому не говорить об этом. Тем временем Мстители заключают союз с Лавона Суккубосо. Офденсен проверяет защиту Мордхауса, включая новый энергетический купол вокруг Мордхауса и элитный отряд клокатиров. Непосредственно перед выпуском альбома Офденсен застает каждого участника Дэтклок (кроме Токи) пытающимся пососать себе член. После концерта, на котором как обычно гибнет значительная часть зрителей, группа устраивает вечеринку в Мордхаусе, которая прерывается внезапной атакой Мстителей. Они применяют энергооружие против защитного купола Мордхауса, а затем и против самого Мордхауса. Офденсен посылает свой отряд клокатиров в бой, а Мердерфейс пользуясь приобретенными навыками начальника пожарной безопасности спасает людей в Мордхаусе. Пиклз и Сквизгаар бегут спасать мастер-копию свежезаписанной записи, а Нейтан тащит пьяного Токи в более безопасное место. Мстители насылают своих зомбированных жертв на Мордхаус. Зомби начинают убивать всех подряд фанатов Дэтклок и нападают на Пиклза и Сквизгаара. Генерал Кроцер наблюдает за творящимся хаосом из вертолёта. Лавона нападает на Нейтана, а Офденсен прорывается к вражескому энергооружию. Сквизгаар и Пиклз успешно обороняются от зомби, используя свои инструменты в качестве оружия. Нейтан целует Лавону, но та пинает его коленом в пах. Лавона собирается применить Экстрактор, но Токи разбивает бутылку водки о её голову, тем самым вырубая её. Отряд Офденсена несет тяжелые потери при прорыве к энергооружию, но ему все же удается уничтожить это оружие. Затем Офденсен и Убийца в металлической маске гоняются друг за другом, пока Подросток не сбивает Офденсена из арбалета. Раненый Офденсен падает на землю. Кроцер оглушает Подростка прикладом ружья, после чего появляются Орлааг и Селатча. Селатча говорит: «Я хочу показать тебе кое-что, что ты должен знать», и кладет руку на лоб Кроцеру. Затем Кроцер видит каменные изваяния дэтклоковцев, Селатчу в костяных доспехах, который произносит «Теперь ты мой». Селатча и Орлааг исчезают, оставляя Кроцера, глаза которого теперь мерцают красным цветом. Эдгар Джомфру угрожает ружьем Сквизгаару и Пиклзу, вынуждая Пиклза признаться, что он всё-таки смог пососать свой член и теперь готов умереть. Эдгар вспоминает свою жизнь до смерти брата, когда он жил ради Дэтклок, и не может нажать на курок, после чего его оглушает и бьет клокатир. Тем временем Офденсена в ярости бьет Убийца, но так чтобы не убить его сразу, при этом Убийца поясняет: «Я хочу чтобы ты оставался жив, пока я буду тебя пытать, я хочу, чтобы ты почувствовал боль.» Нейтан оглушает Убийцу горящим поленом, подкравшись сзади. Группа остается в живых, но Офденсен настолько постарадал, что неясно выживет ли он, а на заднем плане догорает Мордхаус. Гостевые голоса: Джордж «КорпсГрайндер» Фишер и Ангела Госсов Исполненные песни: «Black Fire Upon Us» |                                                                              |            |                              |

## Сезон 3 (2009—2010)
| # | Название                                                                    | Премьера   | Код серии |
| --- | --------------------------------------------------------------------------- | ---------- | --------- |
| 41 | «ОбновлениеКлок (RenovationKlok)»                                           | 8.11.2009  | 301       |
| Рассказывается история, как несколько лет назад Нейтан подрался с сыном продюсера, Дэмиеном. После атаки на Мордхаус Дэтклок остается без менеджера, а в самом Мордхаусе идет ремонт. Офденсен объявлен погибшим, а сами дэтклоковцы готовятся дать самый дорогой и масштабный свой концерт. Участники группы решают пока не нанимать нового менеджера, а обойтись своими силами. Начинают с бесцельных трат миллиардов долларов, затем решают самостоятельно спланировать себе комнаты. Мердерфейс доказывает Нейтану необходимость сделать комнату в виде аризонской пустыни, но тот с ним не соглашается. Токи пробует готовить завтрак, но у него плохо это получается. Все скучают по Офденсену. Дэтклоковцы растрачивают все деньги на ненужную роскошь, а клокатиры требуют выплатить им зарплату. Продюсер их лейбла находится при смерти, и к власти приходит его сын Дэмиен, желающий отомстить Дэтклок. Дэмиен угрожает запретить концерт Дэтклок, который остается единственной надеждой поправить их финансы, если контракт не будет пересмотрен в пользу лейбла. Несмотря на то, что дэтклоковцы бодро читали контракт с дьяволом в серии «БлюзКлок» (Bluesklok), свой контракт они прочитать почему-то не в состоянии, поэтому они ищут помощь, но не находят её. Им приходится на всем экономить. Концерт начинается, но Дэмиен все выключает. Дэтклоковцы уже готовы перезаключить контракт, но тут внезапно возвращается Офденсен. Концерт проходит успешно. После концерта дэтклоковцы спрашивают Офденсена где же он был последние 9 месяцев, но тот отказывается это рассказывать. Затем показывают, как генерал Кроцер проводит некие военные операции, а Селатча смотрит на какой-то завод на Севере. Гостевые голоса: Скотт Ян, Джо Сатриани, Стив Вай Исполненные песни: «Crush the Industry» («Bloodmoney») |                                                                             |            |           |
| 42 | «ПосвящениеКлок (TributeKlok)»                                              | 15.11.2009 | 302       |
| Поступки и действия членов Дэтклок вызывают негативную реакцию общества. Офденсен тратит много времени и сил на устранение последствий выступлений Мердерфейса на ТВ, что не слишком помогает, но зато спровоцировало моду на трибьют-группы Дэтклок. Группа едет на Ибицу принять участие в рекламной кампании жвачки, но реклама проваливается. К дэтклоковцам подходит малолетний фанат и говорит им, что они продались и плескает водой Нейтану в лицо. Нейтан понимает, что дело не в Мердерфейсе, а во всех них. Офденсен показывает им трибьют-группы. В составе одной из этих трибьют-групп дэтклоковцы узнают Токи. Токи рассказывает о своей группе «Громоконь», идея заинтересовывает остальных. Остальные дэтклоковцы решают присоединиться к «Громоконю», ради чего из неё изгоняются все участники, кроме Токи. Идея настолько их захватывают, что они решают попытаться заработать себе на еду за счет концертов «Громоконя». Неспавшие и голодные они пытаются заработать деньги любыми способами, чтобы напечатать побольше флаеров, которые привлекут больше народа на их благотворительный концерт в Паломино. Офденсен их находит и предлагает вернуться к роскошной жизни, но дэтклоковцы гордо отказываются. Перед концертом их снова находит малолетний фанат и снова обвиняет их в коммерциализации. Дэтклоковцы разочаровываются в своем «возвращении к истокам» и решают уйти с концерта, так и не выступив. На сцену отправляют Мердерфейса, который говорит фанатам кто он такой, а заодно и злит их. Они гонятся за ним, Мердерфейс пытается спастись навертолете, но лестница отрывается и он падает прямо в разъяренную толпу… Гостевые голоса: Слэш, Скотт Ян, Джо Сатриани, Стив Вай Исполненные песни: "Organic Destruction, " «Face Fisted» и «Thunderhorse» |                                                                             |            |           |
| 43 | «Дэтздоровье (DethHealth)»                                                  | 22.11.2009 | 303       |
| На концерте в Египте дэтклоковцы чуть не погибают. Офденсен отправляет их к доктору, но перед этим разрешает им отдохнуть недельку на тропическом острове. Группа там все время курит и пьет. По возвращении у дэтклоковцев берут анализы. Тем временем, Нейтан боится идти к дантисту. Посовещавшись, дэтклоковцы решают обмануть врачей, выпив отбеливатель. От выпитого отбеливателя у Нейтана начинаются кошмары по поводу его зубов. Очнувшись, все идут на медобследование, результаты которого показывают, что Пиклз неизлечимо болен. Мердерфейс выясняет, что доктор, который его обследовал, гей и пытался заигрывать с Мердерфейсом, из-за чего тот подозревал в себе гомосексуальные наклонности. Нейтан лечит зубы. Пиклз напивается, считая свои оставшиеся дни. Офденсен объявляет, что Пиклз не умирает. Дэтклоковцы признаются, что подменили свою мочу на чужую, а Токи использовал мочу своего дохлого кота. Вот в результате этих манипуляций и получились первоначальные результаты анализов. Кота помещают в саркофаг и в огромный памятник рядом с египетскими пирамидами. Кошачий памятник падает на Сфинкса, уничтожая его. Нейтан подружившись с дантистом, вместе приезжают на охоту, где дантист стреляет себе в голову из ружья. Гостевые голоса: Эйс Фрэйли Исполненные песни: «A Bloody Mess» и «Hamburger Time» |                                                                             |            |           |
| 44 | «Дэтрождество (Dethmas)»                                                    | 6.12.2009  | 304       |
| Др. Роксо арестовывают за ограбление приюта для бездомных. Дэтклок получают DVD с поздравлением от матерей из которого узнают, что те к ним скоро приедут. Мердерфейс обсуждает с Диком Набблером специальный рождественский проект. Др. Роксо отпускают, он устраивается помщником Санта-Клауса. Дэтклоквцы тем временем готовятся к Рождеству. Токи идет в магазин за покупками и случайно встречает Др. Роксо. Токи забирает его к себе в Мордхаус, где он сразу сталкивается с остальными дэтклоквцами. В это же время приезжают и матери музыкантов. Сыновья с матерями едут за покупками. Др. Роксо в это время обыскивает Мордхаус в поисках кокаина и натыкается на рождественские подарки. Мердерфейс и Набблер договаривается насчет своего шоу. Роксо сдает подарки в ломбард, чтобы купить кокаин. Мердерфейс и Набблер решают взять матерей в своё шоу. Токи обнаруживает пропажу подарков. В разгар шоу являются пьяные матери и Др. Роксо. В это же время прибегает Токи и ругается на клоуна, а Нейтан бьет по лицу Мердерфейса из-за того, что их шоу спонсирует церковь. В итоге все заканчивается сплошным бардаком. Гостевые голоса: Грутле Хьелльсон, Арве Исдал и Хербренд Ларсен из Enslaved Исполненные песни: «The Cyborg Slayers» |                                                                             |            |           |
| 45 | «Дэтсмерть (Dethdeath)»                                                     | TBA        | TBA       |
| Токи сходит с ума по девушке, с которой познакомился в Интернете. Несмотря на неудачу он пытается бороться и ему приходится испытать на себе жестокость роли её возлюбленного на похоронах её отца-вегетарианца на 110-градусной жаре. Тем временем Нейтан испытывает на себе жестокость хождения на свидания со звездой шоу-бизнеса. А Мердерфейс должен посещать семинар по сексуальным домогательствам после своей попытки проверить сексуальные способности Сквизгаара. (Примечание: Данная серия никогда не выходила, а это описание на официальном сайте является не более чем шуткой.) |                                                                             |            |           |
| 45 | «ОтецКлок (FatherKlok)»                                                     | 13.12.2009 | 305       |
| Журналисты сообщают о тысячах внебрачных детей Сквизгаарда, связывая это с тем, что сам Сквизгаард никогда не знал своего отца. Сам он впадает в депрессию, а затем решает найти своего отца. Участники Дэтклок обсуждают это решение Сквизгаарда и вспоминают, что они сами (кроме Нейтана) также росли без отцов. Мердерфейс объявляет себя «отцом группы» и решает помочь Сквизгаарду, став его отцом. Узнав о поиске отца Сквизгаарда тысячи мужчин пришли с заявлением, что занимались сексом с матерью Сквизгаарда в тот месяц, когда он был зачат. Сквизгаард вспоминает, как он в детстве однажды вернулся домой и застал мать в постели с двумя мужчинами. Он убегает и падает в расщелину, где находит свою электрогитару. Мердерфейс предлагает Сквизгаарду стать его отцом. Неожиданно приходит Пиклз с намерением пообщаться с ними, но Мердерфейс его выгоняет. Мердерфейс и Сквизгаард имитируют поведения отца и сына, играя в бейсбол, занимаясь рыбалкой, купаясь. Пиклз ревнует. Результаты анализов показывают, что ни один из откликнувшихся мужчин отцом Сквизгаарда не является. Сквизгаард летит в горы и выбрасывает найденную им гитару. Мердерфейс все это наблюдает и рассказывает остальным. Мать Сквизгаарда неожиданно звонит ему и говорит, что нашла его отца, после чего он объявляет, что уходит из группы. Эксперт Трибунала говорит о его возможном божественном происхождении. Тем временем выясняется, что мать Сквизгаарда говорила не о биологическом отце, а о своем новом мужчине. Сквизгаарда злит поведение его матери и нового «отца», в итоге он толкает «отца» на стеклянный стол, где тот режется его осколками. Тем временем, Токи примеривает на себя роль ведущего гитариста группы. Токи провоцирует Мердерфейса, Нейтан их останавливает и объявляет, что они едут в Швецию возвращать Сквизгаарда. Сквизгаард мирится со своим «отцом», после чего пробует жить как простой лесопильщик. Становится известно, что Мердерфейс объявил себя отцом Сквизгаарда, чтобы сблизиться с его матерью. Дэтклоковцы находят Сквизгаарда, но тот отказывается к ним присоединиться. Сквизгаард и его новый отец идут домой и застают мать с двумя мужчинами в постели. Это видит и Мердерфейс. Новый отец уходит, а Сквизгаард возвращается в группу. Пиклз и Токи избивают Мердерфейса. После титров показывают, что Сквизгаард украл из магазина свою гитару. Гостевые голоса: Мэтт Пайк из High on Fire Исполненные песни: «I’m No Man (I’m’s a God)» |                                                                             |            |           |
| 46 | «ЗачатиеКлок (Fertilityklok)»                                               | 26.09.2010 | 306       |
| После концерта в Токио участники Dethklok похищают Токи для празднования его дня рождения. Дэтклоковцы приводят ему множество женщин для секса, но Токи отказывается от них, вместо этого начиная искать свою единственную. Токи обращается в службу знакомств. Мёрдерфейс, испытывая схожие проблемы, спорит с группой о том, что соблазнит больше девушек, чем Скизгаард и для этого пытается приставать к девушкам-Клокатирам. Тем временем, Токи звонят из службы знакомств с новостью о том, что ему наконец-то нашли подходящую спутницу жизни. Токи чрезвычайно обрадованный спешит на свидание. Однако там выясняется, что его «избранница» — некрасивая женщина средних лет, что серьёзно расстраивает Токи. В это время, из-за домоганий Мёрдерфейса к подчиненным Офденсен отправляет его на семинар по сексуальным домогательствам. В то время как Свизгаар наслаждается сексом со множеством женщин, Мёрдерфейс тщетно пытается назначить кому-либо свидание. Токи идет на свидание к своей женщине, чтобы зачать с ней ребёнка, но в последний момент сбегает от неё, выпрыгнув в окно. Мёрдерфейс наконец-то договаривается о свидании, но это окказывается подставой: когда он приходит в назначенное место его бьют битой по лицу и ломают ему пенис. Токи же занимается сексом со множеством своих фанаток. Гостевые голоса: Кирк Хэмметт из Metallica, Марк Брукс, Фрэнки Инграссия, Энди Рихтер Исполненные песни: «Biological Warfare» и «I Am Toki» |                                                                             |            |           |
| 47 | «Дэтгонорар (Dethsiduals)»                                                  | 04.10.2010 | 307       |
| После бессмысленной (и неудачной) судебной тяжбы между участниками группы «Дэтклок» отправляется в студию для записи нового альбома. Мёрдерфейс вновь демонстрирует свою полную никчемность и бесполезность в музыкальном плане, из-за чего его партии баса толком не могут быть записаны. Группа отправляется в Бордо (Франция), где Мёрдерфейс и Токи вновь подставляют всю группу, устроив дебош в ресторане. Разъярённый Нейтан объявляет им, что отныне они уволены из группы. Участвуя в конкурсе молодых талантов в качестве судей Мёрдерфейс и Токи внезапно решают создать собственный лейбл звукозаписи под названием «MurderTooth Records». Однако первая же группа (а ею оказалась ню-метал-группа (во главе с диджеем) «Get Thee Hence»), с которой они захотели заключить контракт, потребовала аванс. Участники молодой группы называют нужные им суммы и становится ясно, что Мёрдерфейс не умеет ни толком считать деньги, ни распоряжаться ими. Мёрдерфейс, Токи и GTH приезжают в Мордхаус, дабы похвастаться новым контрактом. Попытка записи материала GTH проваливается, поскольку группа предпочитает пьянствовать и употреблять наркотики, кроме того, выясняется, что все участники GTH — законченные наркоманы. Тогда Мёрдерфейс и Токи вдвоем записывают новый материал, таким образом почувствовав себя в положении остальных дэтклоковцев. Мёрдерфейс и Токи раскаиваются и их принимают обратно в группу. Дэтклоковцы даже разрешают GTH выступить на «разогреве» перед ними, однако разъяренные фанаты убивают тех. Гостевые голоса: Брэнн Дэйлор, Брент Хайндс и Трой Сэндерс из Mastodon, Эйс Фрейли Исполненные песни: «Why Can’t Everything Be Easy?» |                                                                             |            |           |
| 48 | «РеабилитацияКлок (Rehabklok)»                                              | 10.10.2010 | 308       |
| В результате неудачного теста нового летающего сиденья на концерте в Мозамбике Пиклз, будучи пьяным, чуть не погибает. Группа решает отправить его в реабилитационный центр для лечения от алкоголизма, а на период его отсутствия решено использовать драм-машину — робота X2P1158. Тем временем Пиклз буянит в центре, испытывая проблемы с лечением, поскольку считает, что в его алкоголизме виноват его брат. Пиклз возвращается и обнаруживает замену. Офденсен ставит Пиклзу условия возвращения в группу, одни из которых является примирение с братом. Перед концертом в Австралии драм-машина начинает пьянствовать, употреблять наркотики и всячески заниматься развратом. Пиклз пробует примириться с братом, но тот требует пять миллионов долларов. Пиклз возвращается к группе и обнаруживает, что взбесившийся робот связал дэтклоковцев и угрожает убить их. Пиклз стоит перед выбором: вожделенный алкоголь или одногруппники. Пиклз решает и напиться и спасти своих друзей. В бою вдрызг пьяный Пиклз одолевает коварного робота и спасает группу. Гостевые голоса: Кирк Хэмметт, Джек Блэк и Кайл Гэсс из Tenacious D Исполненные песни: «Skyhunter», «Gotta Get Clean», «Saddest Day in the World», «Way to be Saved» и «Killstardo Abominate» |                                                                             |            |           |
| 49 | «Dethzazz»                                                                  | 17.10.2010 | 309       |
| Токи пытается возродить старую группу Др. Роксо «Zazz Blammymatazz», потратив на это все деньги, предназначенные для проведения каникул «Дэтклок». Токи обещает друзьям, что вернет все деньги после продажи билетов на совместный концерт «Zazz Blammymatazz». Но Нейтан вспоминает как почти все шоу этой группы отменялись из-за сомнительных афер Др. Роксо. После спора Токи выбегает из комнаты, видит что-то ужасное и испытывает сильнейший психологический стресс. Психиатр, выживший в предыдущих сериях, пытается помочь Токи прийти в себя. Токи рассказывает про своё тяжелое детство, о том, как лишь единственная игрушка-клоун скрашивала его безрадостную жизнь. Дэтклоковцы понимают, что единственный шанс спасти Токи — помочь Др. Роксо. Тогда дэтклоковцы прикладывают все усилия для рекламы предстоящего концерта. За день до шоу Др. Роксо дает интервью, на котором журналистка рассказывает страшную тайну Др. Роксо: о его любви к 14-летней девочке, из-за которой разрушилась вся карьера Др. Роксо. Клоун страшно переживает и сбегает, так что его никто не может найти. Токи опять расстраивается и впадает в прострацию. Психиатр подсказывает вариант: найти бывшую малолетнюю возлюбленную клоуна. В это время Роксо тоже ищет свою бывшую любовь. Дэтклоковцы находят клоуна вновь обнюхавшегося кокаина и рассказывают клоуну, что его любимая придёт на его концерт. Роксо приводит в чувство Токи. Долгожданный концерт начинается просто превосходно, дэтклоковцы восхищаются клоуном, но как всегда происходит катастрофа и концерт отменяют. Все расстроены, но к Роксо все же приходит Дорин МакКлин — повзрослевшая на 30 лет. Роксо понимает, что все этой время он мечтал не о такой Дорин. И тут он внезапно замечает её юную дочь… Гостевые голоса: Лорейн Ньюман Исполненные песни: «Atomic Clown» и «Dory» |                                                                             |            |           |
| 50 | «ДвойнойЗаказанныйКлок или "Мертвец" (Doublebookedklok aka "The Dead Man")» | 24.10.2010 | 310       |
| В группе растет раздражение игнорированием Офденсеном дэтклоковцев. В Канаде группа решила зайти на бензоколонку и по случайности их автобус уезжает без них, в результате чего они чуть было не погибают, однако Офденсен их спасет. В ходе спасения гибнет новый помощник Офденсена, поэтому ему приходится обучать нового помощника, оставив дэтклоковцев без присмотра. В результате они самолично соглашаются на концерт в Сирии, при уже запланированном на тот же день в Израиле. Дэтклоковцы своим безрассудством поставили две страны на грань войны, назначив выступление на израильско-сирийской границе. «Трибунал» запускает проект «Falconback» и попутно рассказывается о том, что Офденсен был свидетелем как Мр. Селатча подчинил себе генерала Крозье в серии «Black Fire Upon Us» и возможно знает не только о проекте, но и истинной сущности самого Мр. Селатча. В один момент они так надоедают Офденсену, что он их выпроваживает из комнаты, а они обидевшись сбегают. Дэтклоковцы очень страдают, но Офденсен не теряет их из виду, и вскоре находит их, чтобы помириться. Во время подготовки к концерту начинаются беспорядки, но Дэтклок своим выступлением всех мирит. В конце серии показывают, Эдгара Джомфру, томящегося в заточении у Офденсена, а также намекают на связь Офдесена и Мр. Селатчу. Гостевые голоса: Дэйв Грол, Кирк Хэмметт, Марк Хэмилл, Малкольм Макдауэлл, Виктор Брэндт и Лорейн Ньюман Исполненные песни: «The Galaxy» |                                                                             |            |           |

## Сезон 4 (2012)
| # | Название                                          | Премьера   | Код серии |
| --- | ------------------------------------------------- | ---------- | --------- |
| 51 | «ЖирКлок(Fanklok)»                                | 29.04.2012 | 401       |
| Гостевые голоса: Дрю Пински, Эмбер Тэмблин, Вернер Херцог Исполненные песни: «Rejoin»                                               |                                                   |            |           |
| 52 | «АнтирасизмКлок(TributeKlok)»                     | 06.05.2012 | 402       |
| Гостевые голоса: Байрон Миннс |                                                   |            |           |
| 53 | «ПранкКлок(Prankklok)»                            | 13.05.2012 | 403       |
| Гостевые голоса:Кристофер Маккалок и Саманта Эггар и Вернер Херцог                                                                  |                                                   |            |           |
| 54 | «МатьКлок(Motherklok)»                            | 20.05.2012 | 404       |
| Гостевые голоса: Пэт Хили, Бен Шеферд из Soundgarden, Ларейн Ньюман и Вернер Херцог Исполненные песни: «Ghostqueen»                 |                                                   |            |           |
| 55 | «КлокКнига(Bookklok)»                             | 27.05.2012 | 405       |
| Гостевые голоса: Джордж Фишер из Cannibal Corpse, Ларейн Ньюман и Кэм Пайпс из 3 Inches of Blood                                    |                                                   |            |           |
| 56 | «Клокризис(Writersklok)»                          | 03.06.2012 | 406       |
| Гостевые голоса: Джон Хэмм , Джанин Гарофало, Фрэнки Инграссия и Вернер Херцог Исполненные песни: «Andromeda»                       |                                                   |            |           |
| 57 | «ДэтЛагерь(Dethcamp)»                             | 10.06.2012 | 407       |
| Гостевые голоса: Пэттон Освальт, Вернер Херцог, Марк Мэрон, Двизил Заппа и Ким Тайил из Soundgarden Исполненные песни: «The Hammer» |                                                   |            |           |
| 58 | «Дэтщеславие(Dethvanity)»                         | 17.06.2012 | 408       |
| Гостевые голоса: Энди Рихтер, Пэттон Освальт, Фрэнки Инграссия и Asesino                                                            |                                                   |            |           |
| 59 | «СубКлок(Going Downklok)»                         | 24.06.2012 | 409       |
| Гостевые голоса: Вернер Херцог, Джанин Гарофало и Джеймс Урбаняк                                                                    |                                                   |            |           |
| 60 | «Дэтобед(Dethdinner)»                             | 01.07.2012 | 410       |
| Гостевые голоса: Вернер Херцог, Джанин Гарофало и Крис Эллиот                                                                       |                                                   |            |           |
| 61 | «Клоконец(Breakup Klok)»                          | 08.07.2012 | 411       |
| Гостевые голоса: Вернер Херцог, Джанин Гарофало ,Ларейн Ньюман , Марк Мэрон и Билли Гиббонс из ZZ Top                               |                                                   |            |           |
| 62 | «Церковь чёрного Клока(Church of the Black Klok)» | 15.07.2012 | 412       |
| Гостевые голоса: Вернер Херцог, Джанин Гарофало ,Ларейн Ньюман , Марк Мэрон , Крис Эллиот , Джордж Фишер и Саманта Эггар            |                                                   |            |           |

## Замечания
- Выход второго сезона был приостановлен на 6 месяцев: с 18 ноября 2007 года и до 18 мая 2008. Рекламная пауза для эпизода «Cleanzo» гласила, что «Следующий выпуск будет последней новой серией „Металлопокалипсиса“ в этом году. Перерыв будет длиться до 2008». Сезон 2 был перезапущен 6 апреля 2008, начавшись с «Dethwedding».
- Продолжительность каждой серии третьего сезона составляет 21 минуту.[5].
- Показ третьего сезона был приостановлен на девять месяцев: с 13 декабря 2009 года до 26 сентября 2010. Реклама к эпизоду «FatherKlok» гласила, что это последняя серия в 2009 году (до середины 2010). Показ сериала возобновился 26 сентября 2010 года с серии «Fertilityklok», реклама которой началась за месяц до её выхода.
- В 2013 году вышла рок опера (полнометражный мультфильм) Металлопокалипсис: Реквием роковой звезды (Metalocalypse: The Doomstar Requiem — A Klok Opera).